# Frisbee

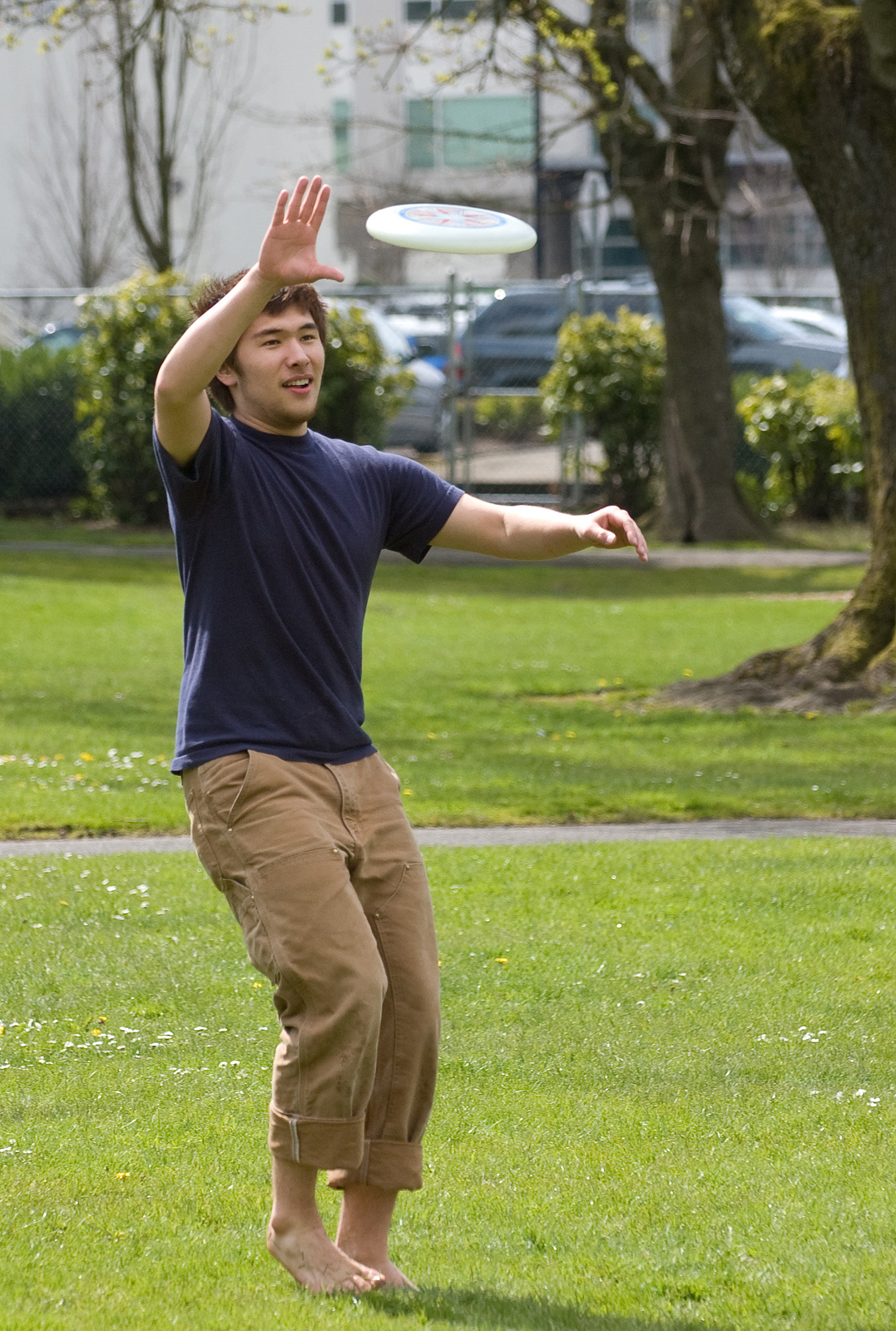
En man fångar en frisbee

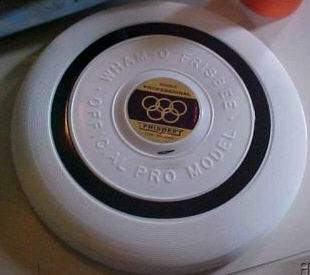
Frisbee

En frisbee är en kastskiva, oftast är tillverkad av plast, som används som leksak och idrottredskap. Frisbeen kastas med spinn för att sväva genom luften. Frisbee är ett varumärke sedan den 26 maj 1959, då Wham-O:s "Frisbee" godkändes som registrerat varumärke (Registered Trademark #679186), men används oftast även som generisk term om alla fabrikat av "flygande diskar". 

## Historia
I mitten av 1900-talet började frisbeen massproduceras under namnet Pluto Platter men fick snart därefter namnet frisbee. 
Det första kända tillfället då någon kastat en disk var av några universitetsstudenter på Yale University i USA i början av 1900-talet. Yales universitetsområde låg i närheten av ”Frisbie Pie Company”, ett företag som sålde pajer i metallformar. Dessa formar visade sig ha god svävförmåga och blev en kul grej för ungdomarna att leka med. Den numera vanliga aktiviteten att ”kasta frisbee” var fortfarande en relativt okänd idé fram till att den frisbee vi idag känner till: frisbeen av plast. Den uppfanns av Fred Morrison 1948 och blev mer populär då den visade sig kunna flyga bättre och längre än de tidigare formarna av trä och metall. Denna uppfinning började sedan massproduceras av leksaksföretaget Wham-O toy company år 1951. Vid detta tillfälle hette det däremot inte frisbee eller disc. Företaget valde att kalla sin produkt för ”Pluto Platter”. År 1954 anordnades den första tävlingen med en Frisbee när studenter från Dartmouth universitetet i USA organiserade en turnering i den sport som idag kallas för ”Guts”. 
År 1955 bytte Wham-O namn på produkten och kallade den för frisbee istället. Detta på grund av att man saknade rättigheterna att kalla den för detta tidigare, men då pajföretaget ”Frisbie Pie Company” lagt ner sin produktion 1954 kunde Wham-O ta tillbaka det namn som verkade mer passande: Frisbee.
Det nu godkända mekaniska patentet för frisbee ansöktes av Ed Headrick 1966. 
I Sverige bildades Svenska Frisbeesportförbundet 1974. Det är sedan 1983 medlem av Riksidrottsförbundet.

## Frisbeesporter
- Discgolf, där spelaren med så få kast som möjligt skall nå från en utkastsposition till en för sporten speciell korg som frisbeen skall landa i.
- Ultimate, där två lag skall försöka samla poäng genom att passa frisbeen till en medspelare som befinner sig i motståndarnas målområde. Spelet påminner till sin uppbyggnad om andra lagidrotter som bygger på att göra mål.
- Discathon, där den tävlande skall springa en sträcka och samtidigt växelvis kasta två frisbees som ska passera vissa portar.
- Längd, där de tävlande skall kasta frisbeen så långt som möjligt.
- Guts, där två lag kastar en frisbee fram och tillbaka mellan sig och får poäng om motståndarlaget misslyckas med att ta emot frisbeen. Detta sker i första hand genom att frisbeen kastas så hårt att det blir svårt att greppa den.
- Fristil, där lag om två eller tre utövare presenterar ett koreograferat program till musik, under vilket man utför en mängd trick.
- Double Disc Court (DDC), där två dubbelpar kastar två frisbees mellan sig. Det gäller att inte tappa frisbeen, att inte missa motståndarnas spelruta, samt att inte, inom laget, röra vid mer än en frisbee åt gången.
- Maximum Time Aloft (MTA), där en deltagare skall kasta frisbeen mot vinden och sedan själv fånga den igen. Den tid som frisbeen är i luften utgör tävlingsresultatet.
- Throw Run and Catch (TRC), där en deltagare kastar frisbeen och sedan själv skall fånga den så långt från utkastspunkten som möjligt.
- Self Caught Flights (SCF), som är en kombinationstävling bestående av MTA och TRC.
- Allround, som är en mångkamp bestående av längdkastning, SCF, discgolf, discathlon, fristil och DDC.